# Lidia Amejko
Lidia Amejko (ur. 2 września 1955 we Wrocławiu) – polska pisarka i dramatopisarka.

## Życiorys
Przez rok studiowała medycynę, po czym przeniosła się na studia kulturoznawcze Uniwersytetu Wrocławskiego. Pisarska kariera Amejko rozpoczęła się w latach siedemdziesiątych od napisania słuchowiska Gdy rozum śpi – włącza się automatyczna sekretarka. Rzecz o gadaniu, a także w sztukach: Męka Pańska w butelce i Dwadrzewko. Pierwsze opowiadanie ukazało się drukiem w 1987 r. na łamach miesięcznika „Odra” – tekst opublikowany jako rzekomy odnaleziony tekst Jorge Luisa Borgesa. Od 1993 r. zamieszcza swoje dramaty na łamach miesięcznika „Dialog”. Przełom w karierze Amejko przyniósł napisany w 1996 roku dramat Farrago. Został on zekranizowany w Teatrze Telewizji z Cezarym Pazurą w roli tytułowej. Za Głośne historie otrzymała w 2004 nominację do Nagrody Literackiej Nike. Za książkę Żywoty świętych osiedlowych otrzymała w 2008 nominację do Nagrody Literackiej Nike oraz nagrodę „Srebrny Kałamarz im. Hermenegildy Kociubińskiej” przyznawaną przez Fundację Zielona Gęś im. K. I. Gałczyńskiego w dniu imienin poety 11 marca.
Późniejszy dramat Amejko, Przemiana 1999, jest intrygującą wariacją na temat słynnego opowiadania Franza Kafki, gdzie akcja dzieje się w świecie wielkiej finansjery, a współczesną inkarnację Gregora Samsy stanowi niejaki Senso, kierownik działu analiz jednej z filii Rembrandt Banku. Dramaty Lidii Amejko wystawiano na deskach teatrów w Warszawie, Krakowie, Opolu, Wrocławiu, Londynie oraz w Düsseldorfie. Jej twórczość tłumaczono na angielski, niemiecki, chorwacki, hiszpański, włoski i czeski.

## Twórczość
- Głośne historie, wyd. Oficyna 21, Warszawa 2003, ISBN 83-917228-1-3.
- Gdy rozum śpi – włącza się automatyczna sekretarka. Rzecz o gadaniu
- Żywoty świętych osiedlowych, wyd. W.A.B., Warszawa 2007, ISBN 978-83-7414-340-0.

Słuchowiska:
- Męka Pańska w butelce
- Ludzka poczwarka chowa się w kokonie
- Osiedle

Dzieła zrealizowane w teatrze telewizji:
- Farrago
- Przemiana 1999
- Pan Dwadrzewko